# Hello Kitty

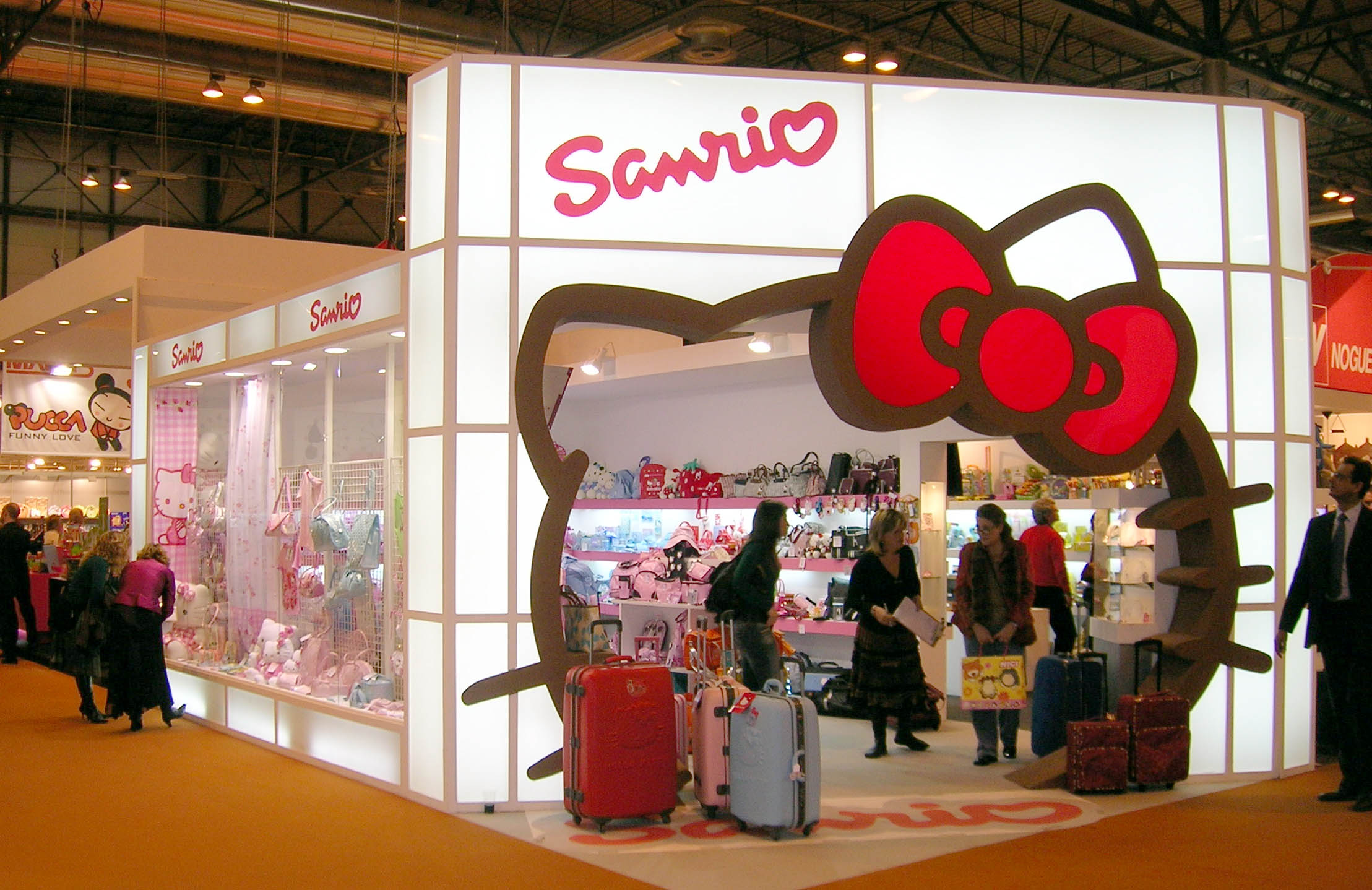
Магазин в Мадриді

Hello Kitty (яп. ハローキティ [харо: кіті], від англ. «Привіт, киця») — персонаж японської попкультури, маленька біла кішечка (див. неко) в спрощеному малюванні. Придумана компанією Sanrio в 1974 році і стала своєрідним мемом. Торговельна марка Hello Kitty, зареєстрована в 1976 році, використовується як бренд для багатьох продуктів, стала головним героєм однойменного мультсеріалу, з'являється в ролях-камео в інших мультфільмах. Іграшки Hello Kitty — популярні в Японії й у всьому світі сувеніри.

## Історія

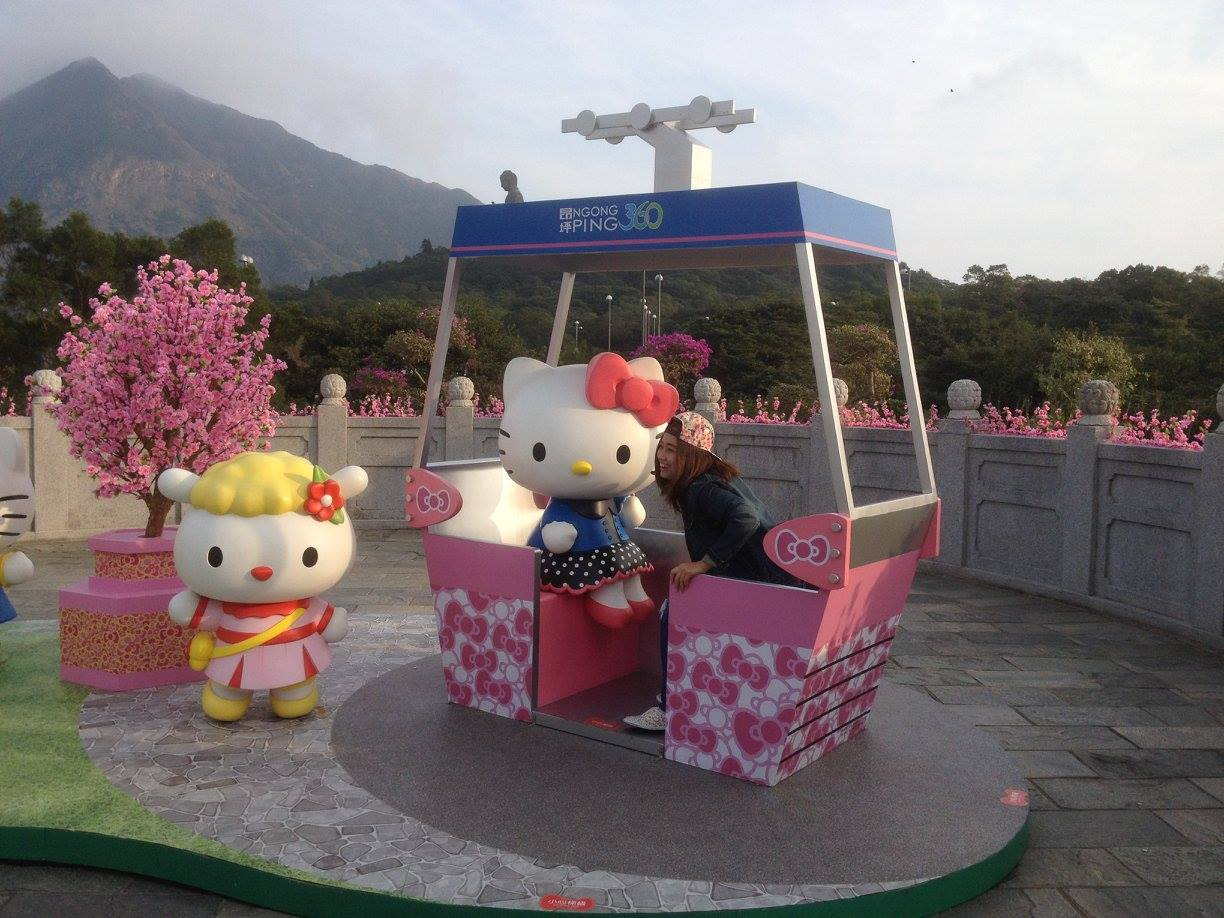

Кицьку Кітті придумав в 1974 році Синтаро Цудзі, власник японської фірми іграшок Sanrio. Одного дня він вирішив придумати нового персонажа, який сподобався б всім. В результаті довгої роботи (Цудзі довго придумував, малював різні варіанти, перевіряючи реакцію покупців) з'явився ідеальний герой. Сьогодні бренд «Hello Kitty» приносить більше мільярда доларів доходу щорічно.
Щодо імені кішечки спочатку теж були сумніви. Її творець кидався між варіантами «Hello Kitty» і «Kitty White» — так звали одну з кішок Аліси з книги «Аліса в країні чудес». Але останній варіант урешті-решт був знехтуваний. Першим товаром що завоював величезну популярність у покупців став простий гаманець із зображенням Кітті. До цього випускалися листівки і інші подібні дрібниці з її зображенням, але вони не мали такого успіху.
Популярність Кітті постійно зростала, але в кінці вісімдесятих досягла максимуму і продажу почали повільно падати. Покупцям не подобалося, що Кітті завжди однакова і неначе нежива. Вона зображалася в одній позі — мордочка дивиться на глядача, а тулуб повернений боком, була одягнена в синій комбінезончик, а довкола фігурки обводився товстий чорний контур. Тоді дизайнер компанії «Sanrio» Юко Ямагуті вирішила що цей образ приївшийся. Тепер чорний контур прибрали і Кітті з'являється у різному одязі і з різними предметами в лапках.
Трохи пізніше було вирішено розширити вплив бренду і на доросліших людей. У 1987 році були створені ряд зображень білої кішечки, що відповідають смакам доросліших покупців.

## Додаткові персонажі
Також у Кітті з'явилася сім'я — тато, мама, бабуся, дідусь і сестричка Міммі, в якої бантик на правому вусі, щоб не плутати з Кітті. Крім того, у неї є домашні тварини — кошеня Charmmy Kitty, домашнє поросятко Shabliu і хом'як Sugar. Окрім сестрички важливим персонажем є Чококет («Chococat») — друг Кітті. Зазвичай у всякі історії Кітті потрапляє з ним і Міммі.

Зараз випускається багато різних товарів з Кітті, від футболок і м'яких іграшок до тостерів, що печуть тости з її зображенням, і навіть з 2010 року вино.